# سياتل ستورم
سياتل ستورم (بالإنجليزية: Seattle Storm)‏ هو فريق كرة سلة أمريكي للمحترفات، تأسس في سنة 2000 يقع مقره في سياتل. يلعب في دوري الاتحاد الوطني لكرة السلة النسائية وفاز به مرتين (2004، 2010).

## وصلات خارجية
- الموقع الرسمي